# Anton Saefkow
Anton Emil Hermann Saefkow (pronunciación en alemán: /ˈantoːn ˈzɛfkoː/ⓘ; Berlín, 22 de julio de 1903 - Ciudad de Brandeburgo, 18 de septiembre de 1944) fue un comunista alemán y combatiente de la resistencia alemana contra el régimen nacionalsocialista.

## Primeros años
Anton Saefkow nació en Berlín, miembro de una familia de clase trabajadora socialista. Su madre Fanny Saefkow, de soltera Ludwig y luego, durante su segundo matrimonio, Weise, era una lavandera. Su padre Anton Carl Robert Saefkow era un sastre. Sus padres se divorciaron en 1930. Anton Saefkow tenía una hermana, cinco años mayor que él.
De 1909 a 1917 fue a la escuela (más precisamente, a una Volksschule) y en 1917 empezó un aprendizaje.

## Activismo
En 1918 se hizo miembro de la Freie Sozialistische Jugend o FSJ (Juventud Libre Socialista). En 1920, mientras hacía su aprendizaje como cerrajero, se unió a la Kommunistische Jugend Deutschlands o KJD (Jóvenes Comunistas de Alemania), desde 1925 Kommunistischer Jugendverband Deutschlands o KJVD (Liga de los Jóvenes Comunistas de Alemania), y se hizo miembro de su Comité Central en 1923. De 1920 a 1927 fue miembro de la administración del distrito de Berlín-Brandeburgo de la Liga de los Jóvenes Comunistas de Alemania (KJVD). Desde 1924 fue miembro del Kommunistische Partei Deutschlands o KPD (Partido Comunista de Alemania). Del 17 de junio al 8 de julio de 1924 tomó parte en un congreso internacional de comunistas jóvenes en Moscú. En agosto de 1924 fue detenido llevando documentos falsos y en noviembre fue condenado a tres meses de prisión.
En 1926 Anton Saefkow se casó con Helene Willmanowski. La pareja se divorció en 1931.
En 1927 Anton Saefkow se convirtió en secretario del Partido Comunista de Alemania (KPD) en Berlín, y después, de 1928 a 1929, en secretario para asuntos sindicales y miembro de la administración del KPD en Sajonia oriental. Desde 1929 fue miembro de la administración del partido en el distrito de Ruhr-Essen. Entre 1929 a 1932, lideró la Revolutionäre Gewerkschaftsopposition o RGO (Oposición Sindical Revolucionaria) en el distrito del Ruhr y en julio de 1932 se convirtió en uno de los líderes políticos del distrito de Wasserkante del KPD en Hamburgo. Allí transmitió sus conocimientos sobre el trabajo con las empresas, con los sindicatos y contra el desempleo a los dirigentes del distrito de Wasserkante del KPD.
El 8 de diciembre de 1932, Anton Saefkow se casó con Theodora Brey, llamada Thea, quien también era activa en la resistencia clandestina.[cita requerida] La pareja se divorció el 13 de enero de 1939.

## Encarcelamiento
El 16 de abril de 1933, Anton y Thea Saefkow fueron detenidos. Thea Saefkow fue liberada. Durante el interrogatorio Anton Saefkow fue tan maltratado, que corría el riesgo de morir. Luego fue trasladado al campo de concentración de Fuhlsbüttel, donde pasó un año. El 23 de octubre de 1934 fue condenado a dos años de prisión por "preparaciones para alta traición", porque era un alto funcionario del KPD y porque organizó el partido en la clandestinidad. Tras el final de su condena, el 23 de mayo de 1936, no fue liberado sino que permaneció en prisión. Primero fue encarcelado en la cárcel de Fuhlsbüttel y después fue enviado al campo de concentración de Dachau para "reeducación". Fue liberado el 10 de diciembre de 1936, pero solamente cuatro días más tarde fue detenido de nuevo y en un segundo juicio, que tuvo lugar el 28 de junio de 1938, fue condenado a otros dos y medio años de prisión por iniciar celdas comunistas y por difundir "propaganda". Entre otras cosas se le acusó de haber organizado, junto con otros presos políticos, un acto conmemorativo para Fiete Schulze, ejecutado el 6 de junio de 1935.
Liberado de detención el 28 de junio de 1939, el mismo mes empezó a trabajar como conductor para un alquiler de coches en Potsdam. Tendrá el empleo hasta 1944. El 9 de agosto de 1941 se casó con Aenne Thiebes, quien tenía una hija de catorce años. Aenne y Anton Saefkow tenían una hija, quien nació en 1942.

## Resistencia
Después de su detención y burlando la vigilancia policial, Anton Saefkow volvió al trabajo político ilegal y formó, junto con Franz Jacob y Bernhard Bästlein, un grupo de resistencia al nacionalsocialismo. Fue, junto con otro grupo, el grupo de resistencia ilegal más grande e importante del KPD. Se llamó Saefkow-Jacob-Bästlein-Organisation (Organización Saefkow-Jacob-Bästlein) y tenía más de quinientos miembros. Parte del grupo fueron entre otros Judith Auer, Georg Dünninghaus, Fritz Emrich y Otto Marquardt. Desde otoño de 1941, el grupo tenía contacto con otro grupo de resistencia, encabezado por Robert Uhrig. Anton Saefkow organizó la adquisición de noticias, armas y papeles. La Organización Saefkow-Jacob-Bästlein era activa en más de cincuenta fábricas, usando publicidad transmitida de boca en boca y volantes. También planearon acciones para sabotear la industria de la guerra y se organizó la colaboración con trabajadores forzados extranjeros. Para apoyar la organización también se recolectaron cupones alimenticios y dinero.
El 22 de junio de 1944 Anton Saefkow se reunió con los socialdemócratas Julius Leber y Adolf Reichwein del círculo de Claus Schenk von Stauffenberg, el grupo de personas que planearon el atentado del 20 de julio de 1944, que buscaba el asesinato de Adolf Hitler. Finalmente tomó la forma del conocido ataque con bomba el 20 de julio en el Cuartel General del Führer, en la Guarida del Lobo en Prusia Oriental. Es bien sabido que fracasó con terribles consecuencias para los conspiradores.

## Arresto y ejecución
En verano de 1944 Anton Saefkow cometió un grave error. Contrario a un acuerdo previo invitó a Ernst Rambow a un encuentro secreto de su grupo de resistencia, quien resultó ser un espía de la Gestapo. El grupo, que tenía más de cuatrocientos miembros, fue desintegrado y más de noventa de ellos murieron. El 4 de julio de 1944, Anton Saefkow fue arrestado, sentenciado a muerte por el Tribunal del Pueblo el 5 de septiembre de 1944 y decapitado el 18 de septiembre de 1944 en la prisión de Brandenburg-Görden en Brandenburg an der Havel.
Saefkow dejó atrás una esposa y dos hijas. Poco antes de su muerte, escribió a su esposa Ana: "Mediante esta carta quiero agradecerte, mi camarada, por la grandeza y belleza que me has dado en nuestra vida juntos... No es hasta hoy, escribiendo estas líneas, pensando en todos vosotros, que mis ojos se humedecen desde la sentencia. Porque el dolor, que podría desgarrarme, frena la razón. Sabes que soy un militante y moriré con valentía. Solo he querido hacer el bien..."

## Memoriales
El 2 de febrero de 1975, una plaza de Berlín recibió el nombre de Anton Saefkow. Franz Jacob y Bernhard Bästlein también fueron honrados con calles en el barrio nombradas por ellos. En Prenzlauer Berg, una zona verde llamada Anton-Saefkow-Park no solo recibe el nombre de Saefkow, sino que existe un busto de él. En Brandenburg an der Havel, la calle frente a la prisión donde Saefkow y muchos otros miembros de la resistencia antifascista fueron ejecutados ha sido nombrada Anton-Saefkow-Allee.